# آگه‌ئو ۷۱۳۷
سیارک ۷۱۳۷ (به انگلیسی: 7137 Ageo، نامگذاری:1994AQ1) هفت هزار و صد و سی و هفتمین سیارک کشف شده‌است که در ۴ ژانویه ۱۹۹۴ کشف شد.
قدر مطلق سیارک برابر ۱۲٫۸۰ است.